# Lauren Price
Pour les articles homonymes, voir Price.
Lauren Price est une boxeuse, kick-boxeuse et footballeuse britannique, née le 25 juin 1994 à Newport.

## Carrière

### Kickboxing
Elle pratique le kick-boxing dès l'âge de 10 ans ; elle sera sacrée quatre fois championne du monde, six fois championne d'Europe et huit foix championne nationale  avant ses 16 ans, avant de basculer sur le taekwondo puis la boxe.

### Football
Lauren Price évolue au poste de défenseur en équipe du pays de Galles féminine de football depuis l'âge de 16 ans. Elle joue en club au Cardiff City Football Club, disputant notamment la Ligue des champions féminine de l'UEFA 2013-2014. Elle décide de se consacrer exclusivement à la boxe en 2014.

### Boxe
Sa carrière amateur est principalement marquée par une médaille de bronze remportée aux Championnats du monde 2018 dans la catégorie poids moyens.

## Palmarès

### Championnats du monde
- Médaille d'argent en -75 kg en 2019 à Oulan-Oude, Russie
- Médaille de bronze en -75 kg en 2018 à New Delhi, Inde

### Championnats d'Europe
- Médaille de bronze en -75 kg en 2018 à Sofia, Bulgarie
- Médaille de bronze en -75 kg en 2016 à Sofia, Bulgarie
- Médaille de bronze en -69 kg en 2011 à Rotterdam, Pays-Bas

### Jeux européens
- Médaille d'or en -75 kg en 2019 à Minsk, Biélorussie

### Jeux du Commonwealth
- Médaille d'or en -81 kg en 2018 à Gold Coast, Australie
- Médaille de bronze en -81 kg en 2014 à Glasgow, Écosse